# Roland Janssen
 (juillet 2016).
Si vous disposez d'ouvrages ou d'articles de référence ou si vous connaissez des sites web de qualité traitant du thème abordé ici, merci de compléter l'article en donnant les références utiles à sa vérifiabilité et en les liant à la section « Notes et références ».
Roland Janssen est un footballeur puis entraîneur belge, né le 30 septembre 1958 à Bree. Il joue en tant que milieu de terrain de la fin des années 1970 au milieu des années 1980. Il évolue plusieurs saisons à Waterschei, avec qui il remporte la Coupe de Belgique en 1982 puis joue au KSC Hasselt avant de terminer sa carrière professionnelle au Racing Jet Wavre.
Après deux saisons en tant qu'amateur au KSV Mol, il évolue comme entraîneur-joueur au KFC Kattenbos Sports puis au SK Rooierheide.

## Biographie
Roland Janssen commence sa carrière à Waterschei en 1978, et y joue pendant sept saisons. Avec Pier Janssen, ils forment ensemble l'axe du milieu de terrain.
Durant cette période, Waterschei remporte deux fois la Coupe de Belgique, et atteint les demi-finales de la Coupe des Coupes lors de la saison 1982-1983, après avoir gagné contre le PSG. Waterschei s'incline contre Aberdeen, le futur vainqueur de cette coupe.
Roland Janssen est impliqué dans le scandale du match Standard-Waterschei qui éclate en 1984. Il reçoit en effet des pots-de-vin de la part de son voisin Eric Gerets, pour ensuite les redistribuer entre les joueurs de Waterschei. En échange, les joueurs de Waterschei devaient "lever le pied" pour ne pas blesser les joueurs du Standard et leur assurer leur titre de champion de Belgique, pour qu'ils puissent se concentrer sur la finale de la Coupe des Coupes 1982 contre le FC Barcelone, qui devait se dérouler quelques jours plus tard. À la suite de cette affaire, Roland Janssen est suspendu.
Après sa suspension, en 1985, Janssen joue en deuxième division, avec le KSC Hasselt.
En 1987, il rejoue en Division 1, avec le Racing Jet Wavre. L'équipe est reléguée en deuxième division après seulement une saison, mais Janssen y reste quand même encore une saison.
En 1989, il veut conclure sa carrière en jouant une dernière saison, cette fois-ci en Promotion (quatrième division), avec le club du KSV Mol. Cependant, l'équipe est promue à la fin de la saison. C'est pourquoi, Janssen décide de continuer encore une saison avec Mol en Division 3.
Il joue pour finir quelques saisons en tant que entraîneur-joueur dans des équipes de provinciales, telles que le KFC Kattenbos Sports et le SK Rooierheide.
Après sa carrière de footballeur, Janssen devient membre du staff du KRC Genk et réalise également du scoutisme en faveur du club.

## Palmarès
Roland Janssen remporte avec Waterschei la Coupe de Belgique en 1980 et 1982. Il atteint avec ce club la demi-finale de la Coupe des Coupes lors de la saison 1982-1983.
Avec le  KSV Mol, il gagne le championnat Promotion en 1990.